# Corydoras imitator
Espèce
Statut de conservation UICN

 LC  : Préoccupation mineure
Corydoras imitator est une espèce de poissons d'eau douce de la famille des Callichthyidae.

## Répartition
Corydoras imitator est endémique du bassin supérieur du Rio Negro dans l'État d'Amazonas (Nord du Brésil). Toutefois des incertitudes persistent quant à son aire de répartition dans les régions avoisinantes.

## Description
Comme toutes les espèces du genre Corydoras son corps est cuirassé par des plaques osseuses. Sa bouche présente trois paires de barbillons.
Corydoras imitator peut mesurer jusqu'à 56 mm, queue non comprise.

## Systématique
Le nom valide complet (avec auteur) de ce taxon est Corydoras imitator Nijssen & Isbrücker (d), 1983,.

### Étymologie
Son épithète spécifique, du latin imitator, « imitateur », lui a été donnée en référence à sa livrée rappelant celle de Corydoras adolfoi avec lequel il a été trouvé.

### Publication originale
- (fr + en) H. Nijssen et I. J. H. Isbrücker, « Sept espèces nouvelles de poissons-chats cuirassés du genre Corydoras Lacepède, 1803, de Guyane française, de Bolivie, d'Argentine, du Surinam et du Brésil (Pisces, Siluriformes, Callichthyidae) », Revue française d'aquariologie et d'herpétologie, Nancy, vol. 10, no 3,‎ 30 décembre 1983, p. 73-82 (ISSN 0399-1075, lire en ligne).